# Борок (Пижанский район)
Борок — деревня в Пижанском муниципальном округе Кировской области России.

## География
Деревня находится в юго-западной части Кировской области, в зоне хвойно-широколиственных лесов, на левом берегу реки Кермеж, вблизи места впадения её в реку Иж, на расстоянии приблизительно 9 километров (по прямой) к северо-западу от Пижанки, административного центра района. Абсолютная высота — 85 метров над уровнем моря.
Климат
Климат характеризуется как умеренно континентальный, с холодной продолжительной многоснежной зимой и тёплым коротким летом. Среднегодовая температура — 2,2 °C. Средняя температура воздуха самого холодного месяца (января) составляет −13,9 °C (абсолютный минимум — −50 °С); самого тёплого месяца (июля) — 18 °C (абсолютный максимум — 36 °С). Безморозный период длится в течение 120 дней. Годовое количество атмосферных осадков — 500 мм, из которых 70 % выпадает в тёплый период. Снежный покров устанавливается в середине ноября и держится в течение 165 дней.

## Население
| 2010 |
| ---- |
| 28   |

Половой состав
По данным Всероссийской переписи населения 2010 года в гендерной структуре населения мужчины составляли 39,3 %, женщины — соответственно 60,7 %.
Национальный состав
Согласно результатам переписи 2002 года, в национальной структуре населения русские составляли 89 % из 37 чел.